# Axinyssa papillosa
Axinyssa papillosa är en svampdjursart som först beskrevs av Sarà och Siribelli 1960.  Axinyssa papillosa ingår i släktet Axinyssa och familjen Halichondriidae.
Artens utbredningsområde är Italien. Inga underarter finns listade i Catalogue of Life.